# Hughan Gray
Hughan Gray (25 marzo 1987) è un ex calciatore giamaicano, di ruolo centrocampista.

## Carriera

### Club
Ha sempre giocato nel campionato giamaicano.

### Nazionale
Ha esordito in Nazionale nel 2010.